# Ehrenzeichen für Hebammen
Das Ehrenzeichen für Hebammen wurde am 1. Januar 1906 von Herzog Friedrich II. von Anhalt gestiftet und von der Herzogin an Hebammen verliehen, die 30 Jahre hindurch ihre Berufstätigkeit im Landes vorwurfsfrei ausgeübt und sich tadellos geführt haben.
Die Auszeichnung ist ein goldenes Kreuz, mit einem etwas längeren unteren Kreuzarm. Im oberen und in den waagrechten Kreuzarmen die Inschrift FÜR TREUE IM BERUF. Die Rückseite des Kreuzes ist glatt. Über dem Kreuz befindet sich eine goldene Krone.
Getragen wurde die Auszeichnung an einem grünen Samtband um den Hals.
Nach dem Tode der Beliehenen war die Auszeichnung rückgabepflichtig.